# عصا مضيئة

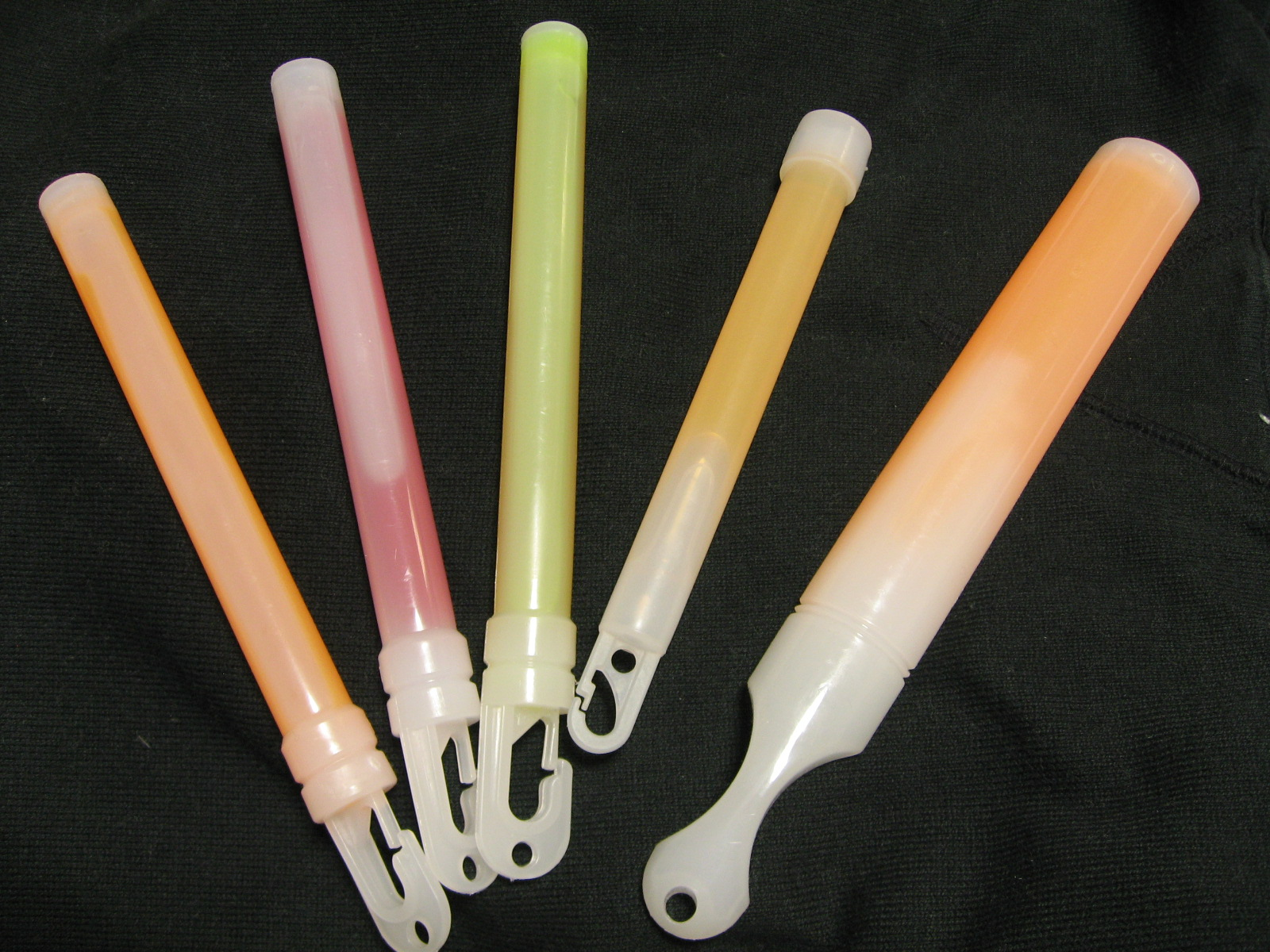
مجموعة من العصي المتألقة

العصا المضيئة مصدر ضوئي مكثف ذاتياً وقصير الأمد، وهو يتألف من أنبوب بلاستيكي شفاف يحتوي على مواد عازلة، تصدر الضوء بعميلة توهج كيميائي، لذلك لا تتطلب العملية مصدر طاقة خارجي.
لا يمكن إيقاف الضوء ويمكن استخدامها مرة واحدة فقط. وغالبا ما تستخدم العصي للترفيه، ولكن يمكن أيضا الاعتماد عليها للضوء خلال العمليات العسكرية والشرطة والحرائق والخدمات الطبية الطارئة
العصي تكون ضد الماء، لا تستخدم البطاريات، وتوليد الحرارة ضئيل، وغير مكلفة، ويمكن التخلص منها بسهولة، ويمكن أن تتحمل ضغوطا عالية، وهي تستخدم كمصادر ضوئية وتستخدم كضوء علامات من قبل القوات العسكرية والمخيمين والغواصين الترفيهيين.